# G Data CyberDefense

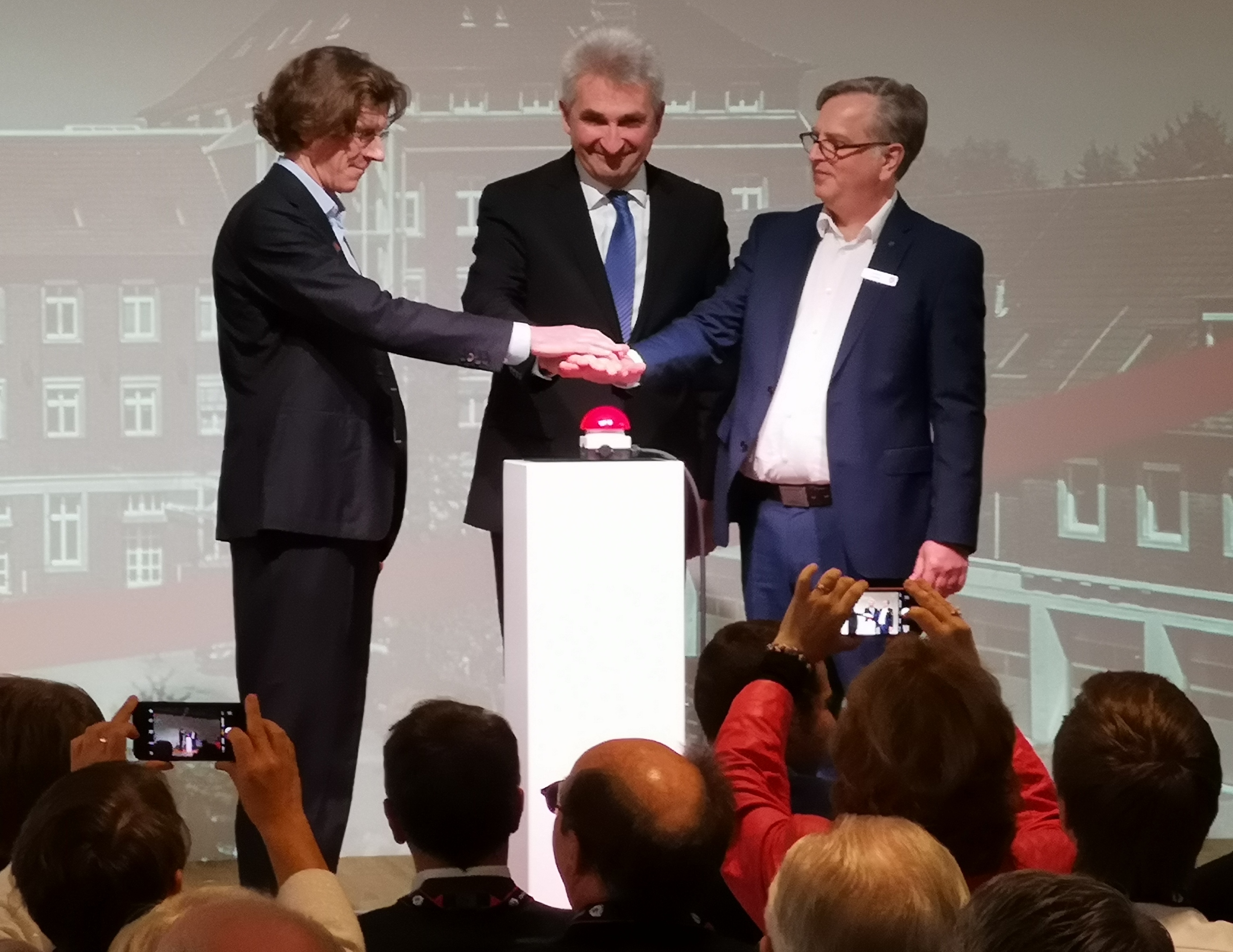
Kai Figge, Andreas Pinkwart und Andreas Lüning bei der Eröffnung des G DATA Campus (2018)

Die G Data CyberDefense AG (Eigenschreibweise: G DATA CyberDefense AG; bis September 2019 G DATA Software AG) mit Sitz in Bochum ist ein deutsches Unternehmen aus der IT-Sicherheitsbranche mit Schwerpunkt auf Sicherheitslösungen. 

## Unternehmensgeschichte

### Antivirenprogramme und Cybersicherheit (1985–2006)

Altes Firmenlogo

Das Unternehmen wurde 1985 in Bochum von Kai Figge und Andreas Lüning nach einem Besuch der Hannover Messe als G-Data GbR gegründet. Im zweiten Jahr nach der Gründung, 1987, stellte G Data das weltweit erste kommerzielle Antivirenprogramm vor, welches für den 1985 vorgestellten Atari ST entwickelt wurde.
Aufgrund eines Rechtsstreits mit dem Unternehmen Galactic durchsuchte die Kriminalpolizei Herne am 19. April 1989 die Geschäftsräume von G-Data. Hintergrund war eine Anzeige von Galactic (Aktenzeichen 39 JS 170/89, Amtsgericht Bochum) wegen eines von ihr vermuteten unerlaubten Verkaufs eines Schachprogramms. Eine einstweilige Verfügung G-Datas gegen Galactic vom 8. Juni 1989 wurde am 20. Juni 1989 vom Landgericht Essen aufgehoben, demnach durfte Galactic weiterhin behaupten, G-Data fertige Raubkopien. In einer Stellungnahme im ST Magazin wies der laut Eigenaussage alleiniger Inhaber von G-Data, Kai Figge, alle Vorwürfe zurück und behauptete, 120 Kopien auf Basis einer mündlichen Absprache mit Galactic anfertigen zu dürfen als Kompensation für ein von G-Data bereits beworbenes, aber von Galactic nicht fertiggestelltes Produkt.
Das Antiviren-Programm wurde währenddessen kontinuierlich weiterentwickelt: 1990 bekam dieses Programm zum ersten Mal eine grafische Benutzeroberfläche für MS-DOS. Im Jahr 1993 entwickelte G Data die Software GeoRoute. Sie war der erste Routenplaner mit intelligenter Karte. 1995 kam der erste Antiviren-Hardwareschutz hinzu, 1997 folgte Logox, ein Programm zur Sprachausgabe für Windows. Im November 2000 wurde die im März 1990 gegründete GmbH gleichen Namens in eine Aktiengesellschaft umgewandelt, das Unternehmen richtete sein Portfolio vollständig auf Computersicherheit aus.
In den 2000ern expandierte das Unternehmen stark, es folgte der Markteintritt in verschiedenen Ländern wie auch die Eröffnung einer japanischen Niederlassung in Tokio 2004. Im darauffolgenden Jahr wurde die CloudSecurity veröffentlicht.

### Cyber Security für Privatanwender und Unternehmen (2006–heute)

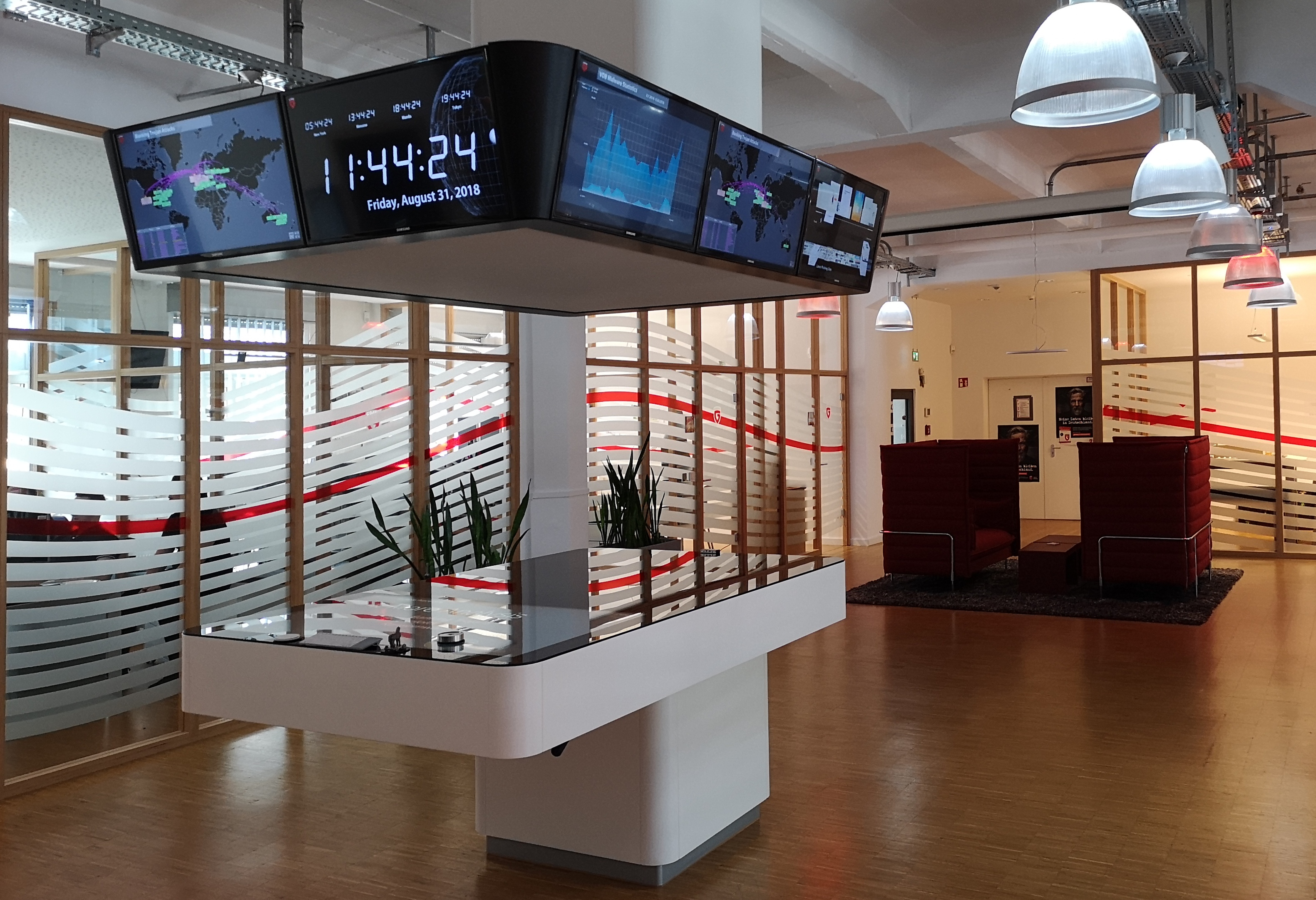
G DATA Innenräumlichkeiten

Im Jahr 2007 hatte G Data rund 100 Beschäftigte. In den Jahren 2008 und 2009 kamen Brasilien und Mexiko, sowie die USA, Kanada und Russland hinzu. Im Jahr 2009 machte G Data rund 25 Millionen Euro Umsatz, und im Sommer 2010 hatte das Unternehmen rund 300 Beschäftigte. Im Jahr 2010 eröffnete G Data eine Zweigstelle in Italien, 2011 folgten Zweigstellen in Frankreich, den Niederlanden und Belgien.
Im Jahr 2014 wurde G Data vom EU-Gemeinschaftsprojekt IPACSO die Auszeichnung als innovativstes IT-Sicherheits-Unternehmen des Jahres verliehen.
2015 waren es zum 30-jährigen Bestehen des Unternehmens ungefähr 500 Mitarbeiter und die Sicherheitslösungen des Unternehmens waren in 90 Ländern weltweit erhältlich. Zusätzlich wurde im gleichen Jahr G Data als AV-Hersteller exklusiver Launch-Partner der Microsoft-Cloud in Deutschland ausgewählt, die seit Mitte 2016 in Deutschland verfügbar ist.[6] 
Im Dezember 2015 gründete G Data die Tochtergesellschaft GDATA Advanced Analytics. Geschäftsfelder sind IT Security Consulting, Security Assessment, Penetration Test, Red Team Assessment, Incident Response und Malware-Analyse. Im Februar 2016 arbeitete G DATA Advanced Analytics mit den Ermittlungsbehörden bei der Cyberattacke auf das Lukaskrankenhaus Neuss zusammen. Im April 2020 hat das Bundesamt für Sicherheit in der Informationstechnik das Unternehmen in die Liste der qualifizierten Dienstleister für die Abwehr und Analyse von APT-Angriffen auf Unternehmen und Behörden aufgenommen.
2016 verlieh die AV-Test den „Innovation Award“ an G DATA Network Monitoring.
Im September 2019 beschloss die Hauptversammlung eine Namensänderung von G DATA Software AG zu G DATA CyberDefense AG.
Seit 2018 veranstaltet das Unternehmen Benefizveranstaltungen für das benachbarte Hospiz St. Hildegard. 2019 kamen 15.000 Euro zusammen. Zusätzlich bekam die mobile Sicherheitslösung von G Data zum zehnten Mal in Folge die Höchstwertung von AV-Test.
Im Jahr 2021 erhielt G Data das European Cyber Security Organisation-Gütesiegel „Cybersecurity Made in Europe“. G Data ist Mitglied von Eurobits.[13]
Im Jahr 2022 wurde G Data mit den Comenius-EduMedia-Siegel sowie dem eco://award ausgezeichnet.
Das Unternehmen ist Mitglied im Bundesverband IT-Sicherheit e. V. (TeleTrusT).

## Produkte
Die Antiviren-Programmpaketen (Suites) für Heimanwender und Unternehmen gibt es für Microsoft Windows, Symbian OS, Mac OS X, Android und iOS. Ein Merkmal von G Data Antivirus ist die sogenannte „DoubleScan“-Engine, welche mit Hilfe von zwei unabhängigen Virenscanner-Engines (bis Version 2013 von den Unternehmen Avast und Bitdefender) eine hohe Virenerkennung erreichen soll. Ab der Version 2014 wurde die Avast-Engine durch eine selbstentwickelte "CloseGap"-Engine ersetzt.
Im Jahr 2010 wurde G DATA Endpoint Security als Business Netzwerk-Sicherheitslösung mit integriertem, individuell konfigurierbarem Policy Manager veröffentlicht. 2012 folgte G DATA BankGuard, das signaturunabhängig in Echtzeit vor bekannten und unbekannten Banking-Trojanern schützen soll.
Im Jahr 2016 brachte G Data den USB Keyboard Guard heraus ein Programm, das schädliche Angriffe von USB-Sticks mit infizierter Firmware (oder anderen kompromittierten USB-Geräten) – die sich als USB-Tastatur ausgeben – verhindern soll. 
Im Jahr 2017 folgte G DATA Network Monitoring, welche Verschlüsselungsversuche durch Ransomware frühzeitig erkennen soll. Gleichzeitig erhielten alle Security-Lösungen ein AntiSpam-Modul. 
2019 wurde die DeepRay-Technologie veröffentlicht. DeepRay soll mithilfe von Künstlicher Intelligenz und Machine Learning Malware-Kampagnen identifizieren. Im selben Jahr kam die neue BEAST-Technologie dazu, die eine ganzheitliche Betrachtung des Systemverhaltens liefert.
Seit 2021 gibt es das Produkt G Data VPN für den anonymisierten Internetzugang per Virtual Private Network.